# Priisk Boko
Priisk Boko är en ort i Kazakstan.   Den ligger i oblystet Östkazakstan, i den östra delen av landet, 800 km öster om huvudstaden Astana. Priisk Boko ligger 630 meter över havet och antalet invånare är 1 052.
Terrängen runt Priisk Boko är kuperad åt nordost, men åt sydväst är den platt. Runt Priisk Boko är det mycket glesbefolkat, med 3 invånare per kvadratkilometer. Trakten runt Priisk Boko består i huvudsak av gräsmarker.